# Karapet Pashayán
Karapet  Pashayán (Constantinopla, 1864 - 1915) fue un médico y activista otomano  de origen armenio.
Estudió en el Colegio médico de Constantinopla en 1888 y  en 1890 fue arrestado por  apoyar  a un grupo de estudiantes armenios y  condenado a muerte, pero  fue liberado por  mediación de la familia del cónsul británico.
En 1895 se trasladó a Irán donde se convirtió en médico personal del shah de Irán y se le concede el título de Khan y en 1908  regresó a Constantinopla donde fue elegido como miembro del Parlamento Otomano, pero en 1915 es detenido y asesinado junto a otros intelectuales armenios.